# 五条長経
五条長経（ごじょう ながつね、仁治元年（1242年） - 正和4年（1315年）2月28日）は、鎌倉時代後期の公卿。

## 官歴
- 康正2年（1256年）：文章得業生
- 正嘉2年（1256年）：因幡大掾、式部少丞
- 正元元年（1259年）：上総介
- 弘長4年（1264年）：正五位下
- 弘安元年（1278年）：従四位下
- 弘安4年（1281年）：従四位上
- 弘安9年（1286年）：刑部卿
- 弘安11年（1287年）：正四位下
- 正応3年（1290年）：従三位
- 永仁2年（1294年）：正三位
- 永仁5年（1297年）：従二位
- 延慶2年（1309年）：正二位
- 応長元年（1311年）：参議

## 系譜
- 父：五条高長
- 子：五条季長
- 子：東坊城茂長
- 子：五条房長